# مدرسة القائد مراد
مدرسة القائد مراد هي مدرسة من مدارس مدينة تونس. تأسّست في عهد الدولة المراديّة.

## موقعها
تعرف المدرسة أيضا باسم مدرسة السواري بما أنّها تقع في نهج السّواري بحي حوانت عاشور قرب الحفصية.

## تاريخها
تأسّست المدرسة سنة 1682 الموافق ل 1093 هجري، و أسّسها القائد مراد بن عبد الله، مملوك أمير مرادي. تأسّست خصّيصا لتدريس المذهب الحنفي.
تمّ هدمها سنة 1936 الموافق ل1355 هجري، عندما تمّ تنظيم الحارة، و تمّ نقل البعض من أحجارها للمتحف الوطني بباردو.

## علمائها
من أبرز علمائها، نذكر الشّيخ عمر محجوب و المفتي محمد القبايلي.